# Айсинь Гьоро
Айси́нь Гьоро́ (маньчж. ᠠᡳᠰᡳᠨ 
ᡤᡳᠣᡵᠣ, англ. Aisin Gioro, кит. трад. 愛新覺羅, упр. 爱新觉罗, пиньинь Àixīn Juéluō, палл. Айси́нь Цзюэло́) — маньчжурский род, управлявший империей Цин, в состав которой входил Китай, а позже государством Маньчжоу-го. Слово «Айсинь» является названием рода, а слово «Гьоро» — клана, в который входил этот род. Само по себе слово «айсинь» в переводе с маньчжурского языка означает «золото».
Согласно легенде, первый носитель фамилии был рождён девушкой-ангелом, съевшей волшебный плод, который принесла сорока.
После падения империи Цин фамильным кладбищем семьи Айсинь Гьоро является участок в Симоносеки (префектура Ямагути), Япония. Многие оставшиеся в Китае члены этого рода после падения монархии сменили маньчжурскую фамилию на её китайский аналог «Цзинь» (иероглиф 金 («цзинь») означает «золото», то есть имеет то же значение, что и маньчжурское слово «айсинь»). Формальным претендентом на трон Цин является Цзинь Юйчжан (род. 1942).

## Генетическая генеалогия
Отцовская линия клана Айсинь Гьоро принадлежит к Y-хромосомной гаплогруппе C3b1a3a2-F8951, братской для ветви C3*-Star Cluster (в настоящее время называемой C3b1a3a1-F3796, когда-то связанной с Чингисханом), которая сильно отличается от преобладающей линии C3c-М48 в тунгусоязычных популяциях. Анализ разнообразия гаплогруппы C3b1a3a2-F8951 выявил раннюю миграцию предков клана Айсинь Гьоро из среднего течения реки Амур до их более позднего поселения на юго-востоке Маньчжурии. Таким образом, клан Айсин Гиоро может быть потомком древних популяций Забайкалья и тесно связан с происхождением современных монгольских даурских популяций.